# Эскадренные миноносцы типа «Бенхэм»
Эскадренные миноносцы типа «Бенхэм» (англ. Benham-class) — тип эскадренных миноносцев, состоявший на вооружении военно-морского флота США в предвоенные годы и в период Второй мировой войны. Всего было построено 10 единиц, из них 2 корабля были потеряны в ходе войны. Являлись развитием эсминцев типа «Гридли» и «Бэгли».
Хотя номинально тип «Бенхэм» относился к так называемым «1500-тонным эсминцам» американского флота, их фактическое стандартное водоизмещение было существенно больше разрешенных международными договорами 1500 дл. тонн.

## Конструкция

### Энергетическая установка

#### Главная энергетическая установка
Котельные экономайзеры, улучшили экономию топлива. Давление пара была повышено с 400 фунтов на квадратный дюйм (2800 кПа, 27,22 атм.) до 565 фунтов на квадратный дюйм (3900 кПа, 38,45 атм.), а температура перегретого пара составляла 700 °F (371 °C) на всех кораблях. Двухступенчатый понижающий редуктор позволил увеличить обороты турбин, была размещена крейсерская турбина, что позволило экономить топливо на малых ходах. Расчётная дальность составляла 6500 миль на ходу 12 узлов и 6000 миль на ходу 15 узлов, испытания подтвердили высокую экономичность турбин крейсерского хода, запас топлива был уменьшен до 484 тонн. Дальность хода во время службы составила 5390 морских миль (9980 км) на 12 узлах (22 км / ч).

### Вооружение
По сравнению с предшествующим типом единственным изменением в составе вооружения стало размещение орудий ГК в установках с кольцевым погоном, однако закрытыми выполнялись только носовые.
ГК состоял из 4 универсальных 127 мм/38 орудий, оснащенных системой управления огнём Марк 33 (боекомплект составлял 500 выстрелов или 100 снарядов на ствол + 100 осветительных на корабль). Мелкокалиберная зенитная батарея состояла из четырёх 12,7 мм пулемётов с водяным охлаждением. Торпедное вооружение включало в себя четырёх 533-мм четырёхтрубных торпедных аппарата, управляемых с помощью директора Марк 27. Тип был первоначально оснащен торпедами Марк 12, которые были заменены на Марка 15, начиная с 1938 года. Бомбосбрасыватели находились на корме.
Торпеды Mk 12 состояли на вооружении с 1928 года и имели дальность 7000 ярдов (6400 м) ходом 44 узлов и 15 000 ярдов (13 711 м) ходом 27 узлов. Боеголовка содержала 500 фунтов (227 кг) тринитротолуола.
Торпеды Mk 15 состояли на вооружении с 1936 года и имели дальность 6000 ярдов (5486 м) ходом 45 узлов и 15 000 ярдов (13 711 м) ходом 26,5 узлов. Боеголовка содержала 494 фунтов (224 кг) тринитротолуола.

## Представители
- USS Benham (DD-397), торпедирован в морском сражении за Гуадалканал 15 ноября 1942 года. Добит эсминцем USS Gwin (DD-433).
- USS Ellet (DD-398)
- USS Lang (DD-399)
- USS Mayrant (DD-402)
- USS Trippe (DD-403)
- USS Rhind (DD-404)
- USS Rowan (DD-405), 11 сентября 1943 года торпедирован Германской субмариной при проводке конвоя между Салерно и Ораномом.
- USS Stack (DD-406)
- USS Sterett (DD-407)
- USS Wilson (DD-408)

## Оценка проекта
| Сравнительные ТТХ конца 30-х                                                   |                             |                     |                     |                           |                     |                                         |                          |
| Тип                                                                            | тип «Ле Арди»               | HMS Inglefield      | тип «Бенхэм»        | тип «Сольдати»            | тип «Кагэро»        | проект 7                                | «тип 1934A»              |
| Построено единиц                                                               | 12                          | 1                   | 10                  | 19                        | 19                  | 28                                      | 12                       |
| Размерения Д×Ш×О, м                                                            | 117,2×11,1×4,2              | 102×10,5×3,89       | 106,2×11,0×3,91     | 106,7×10,2×3,58           | 118,5×10,8×3,76     | 112,8×10,2×3,1                          | 121×11,3×4,3             |
| Водоизмещение                                                                  | 1772/2215                   | 1568/2144           | 1657/2350           | 1715/2290                 | 2033/2490           | 1612/2215                               | 2171/3110                |
| Артиллерия ГК                                                                  | 130-мм/48 — 3×2             | 120-мм/45 — 5×1     | 127-мм/38 — 4×1     | 120-мм/50 — 2×2           | 127-мм/50 — 3×2     | 130-мм/50 — 4×1                         | 127-мм/45 — 5×1          |
| Зенитная артиллерия                                                            | 37-мм/50 — 2×1, 13-мм — 2×2 | 12,7-мм — 2×4       | 12,7-мм — 4×1       | 13,2-мм — 12 (4×2), (4×1) | 25-мм — 2×2         | 76-мм — 2×1, 45-мм — 2×1, 12,7-мм — 2×1 | 37-мм — 2×2, 20-мм — 6×1 |
| Торпедное вооружение                                                           | 1 × 3, 2 × 2— 550-мм        | 2 × 5 — 533-мм      | 4 × 4 — 533-мм      | 2 × 3 — 533-мм            | 2 × 4 — 610-мм      | 2 × 3 — 533-мм                          | 2 × 4 — 533-мм           |
| Противолодочное вооружение                                                     | 4 БМБ, ?? ГБ                | ГЛ «Асдик», 20 ГБ   | 14 ГБ               | 2 БМБ, 20? ГБ             | 18 ГБ               | 25 ГБ                                   | 18 ГБ                    |
| Энергетическая установка мощность л. с. давление, температура пара кгс/см², °C | ПТ, 58 000, 35, 385         | ПТ, 38 000, 21, 327 | ПТ, 50 000, 37, 371 | ПТ, 48 000, 27, 350       | ПТ, 52 000, 30, 350 | ПТ, 50 500, 27, 350                     | ПТ, 70 000, 110, 510     |
| Максимальная скорость, узлов                                                   | 37                          | 36                  | 37                  | 38                        | 36                  | 38                                      | 38                       |
| Дальность плавания, морские мили                                               | 6000 на 15 узлах            | 5530 на 15 узлах    | 6500 на 12 узлах    | 2200 на 20 узлах          | 5000 на 18 узлах    | 2640 на 19,8 узлах                      | 2680 на 19 узлах         |

## Комментарии
1. ↑  У Платонова данные отличаются: 101,7×9,9×3,35
2. ↑  В конвее даны радиусы действия 3100 мили на 10 узлах, и 1900 на 25.